# صادرات سوخت از ایران به لبنان

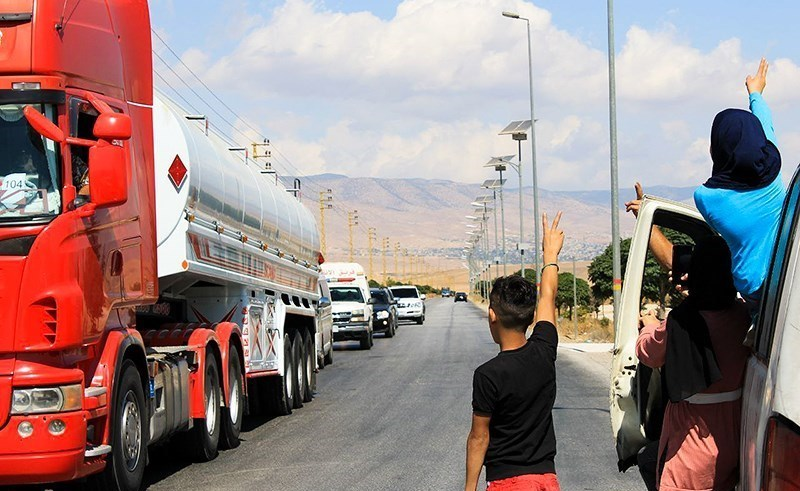
صادرات سوخت به لبنان

ایران در سال ۲۰۲۱ چهار کشتی حامل سوخت تحت پرچم ایران به لبنان ارسال کرد. این چهار کشتی از بنادر ایران به سمت بنادر سوریه حرکت کرده و از آنجا با کامیون به لبنان منتقل شد.

## پیش زمینه
از اواخر سال ۲۰۱۹ لبنان درگیر بحران اقتصادی شد. این بحران درپی کاهش ارزش لیره (واحد پول لبنان) نسبت به دلار آمریکا و وابستگی اقتصاد این کشور به دلار آمریکا پدید آمد. در آگوست سال ۲۰۱۹ به دلیل مشکلات مالی مختلف، نرخ ارز بازار سیاه از نرخ ارز رسمی شروع به تغییر کرد. نرخ ارز بازار سیاه دلار آمریکا به دلیل کاهش ارزش لیره لبنان ناشی از کمبود شدید دلار در لبنان همچنان در نوسان است. همچنین استعفا کابینه وقت و خلاء حاکمیت در این کشور باعث تشدید بحران شده‌است. به نقل از دگاردین تورم شدید ناشی از شرایط نامطلوب تجاری در طول همه‌گیری بیماری کرونا و همچنین سوءمدیریت مالی غیرمسئولانه فاحش سیاستمداران و بانکداران لبنانی، به این معنی است که یارانه مواد غذایی، دارو و سوخت دیگر هزینه واقعی آنها را پوشش نمی‌دهد. در سال‌های اخیر، کمبود سوخت باعث قطعی‌های گسترده برق شده‌است و تأمین سوخت و هزینه‌های بیمارستان را برای مردم عادی مشکل کرده‌است. از طرف دیگر، کمبود سوخت باعث ایجاد صف‌های طولانی در پمپ بنزین‌ها شده‌است. بسیاری از پمپ بنزین‌ها در لبنان به دلیل نبود بنزین و گازوئیل و عدم امکان پرداخت یارانه سوخت توسط دولت به دلیل خالی شدن خزانه از دلار تعطیل شده‌اند.
بانک جهانی این وضعیت را شاید یکی از سه مورد «شدیدترین بحران‌های جهانی از اواسط قرن نوزدهم» توصیف می‌کند.

## صادرات توسط ایران
در ۱۹ اوت ۲۰۲۱ (۲۸ مرداد ۱۴۰۰)، سید حسن نصرالله دبیرکل حزب‌الله لبنان در سخنرانی روز عاشورا اعلام کرد: تا ساعتی دیگر اولین محموله سوخت خریداری شده از ایران توسط حزب‌الله بارگیری خواهد شد. حزب‌الله در گذشته تمایل خود به واردات سوخت از ایران را بیان کرده و ادعا کرده بود ایران حاضر شده‌است بدون استفاده از دلار در ازای لیره لبنان با این کشور تجارت کند. در تاریخ ۲ سپتامبر (۱۱ شهرویور)، نخستین کشتی حامل سوخت وارد آب‌های سوریه در دریای مدیترانه شد. حسن نصرالله در ۱۳ سپتامبر (۲۲ شهریور) گزارش داد سوخت به بندر بانیاس استان طرطوس سوریه رسیده‌است و تا ۱۶ سپتامبر (۲۵ شهریور) وارد لبنان خواهد شد. پس از آن این محموله سوختی از طریق سوریه به صورت زمینی و با استفاده از کامیون به منطقه هرمل در بعلبک در شرق لبنان منتقل شد. رویترز گزارش داد در تاریخ ۲۴ سپتامبر (۲ مهر) دومین کشتی حامل سوخت ایرانی وارد بندر سوریه شد. نصرالله ادعا کرد کشتی سوم و چهارم نیز در راه هستند و روند واردات سوخت از ایران ادامه دارد.
نصرالله در سخنان خود ادعا کرد: این سوخت به صورت رایگان در بیمارستان‌ها، پرورشگاه‌ها، مراکز نگهداری از بیماران و افراد سالمند و صلیب سرخ توزیع خواهد شد. بقیه سوخت به نانوایی‌ها، شرکت‌هایی که ژنراتورهای تولید برق دارند و بیمارستان‌های خصوصی با قیمت پایین‌تر از نرخ بازار فروخته خواهد شد.

### پرداخت
حسن نصرالله در بیانیانش ادعا کرد هزینه خرید سوخت از ایران توسط تاجران شیعه لبنانی پرداخت شده‌است.

## واکنش‌های بین‌المللی

### لبنان

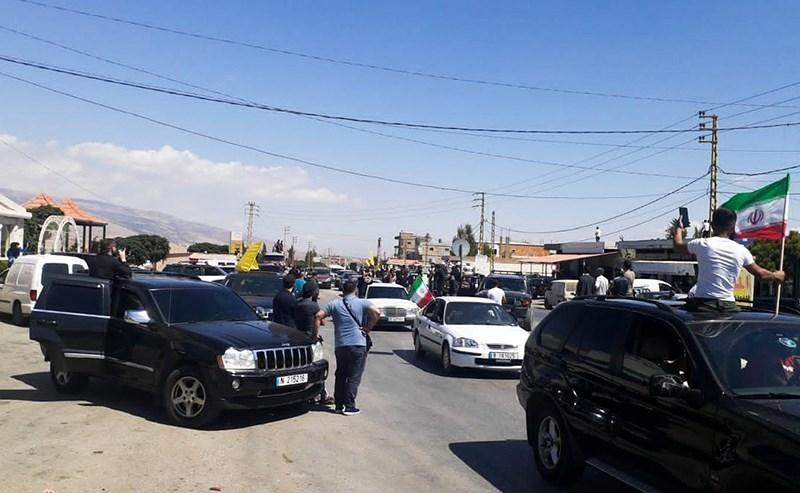
شادی مردم لبنان پس از صادرات سوخت از ایران به لبنان

سید حسن نصرالله در سخنانش اعلام کرد ما نمی‌خواهیم با کسی درگیر شویم، هدف ما فقط کمک به بهبود وضعیت مردم لبنان است و گفت کشتی‌های ایرانی از لحظه حرکت از بنادر ایرانی جز مایملک و خاک لبنان تلقی شده و به آمریکا و اسرائیل نسبت به هرگونه تعرضی هشدار اکید داد. همچنین مدعی شد هدف ما از این کار تجارت یا کسب سود نیست بلکه رفع درد و رنج مردم ماست.
او ادعا کرد در حالیکه غرب و هواداران آنها در لبنان «لاف بیهوده زده‌اند» تنها ایران ثابت کرده‌است «دوست و برادر واقعی مردم لبنان است».
نجیب میقاتی، نخست‌وزیر لبنان ادعا کرد این کار بدون دخالت دولت انجام شده‌است و این کار را نقض حاکمیت لبنان نامید.
ریمون غجر، وزیر انرژی در دولت انتقالی لبنان درمورد این اقدام اظهار بی اطلاعی کرد و گفت هیچ مجوزی صادر نشده‌است.
به نقل از نیویورک تایمز و بی‌بی‌سی، مردم لبنان با در دست داشت عکس‌هایی از سید حسن نصرالله و خامنه ای در هنگام ورود کامیون‌ها از مرز سوریه و لبنان از ایران و حزب‌الله تشکر کردند.
علی حمیه وزیر حمل و نقل لبنان و عضو پارلمان لبنان در واکنش به واردات سوخت گفت محاصره آمریکا علیه لبنان شکست. حسین الحاج حسن رئیس فراکسیون نمایندگان بعلبک هرمل در پارلمان لبنان ادعا کرد ورود سوخت شکست محاصره زمینی آمریکا علیه لبنان بود و از خامنه ای و حزب‌الله تشکر کرد.

### ایران
سعید خطیب‌زاده، سخنگوی وزارت خارجه جمهوری اسلامی در واکنش به اظهارات وزیر لبنان گفت: متعهد به کمک به دوستان خود هستیم.

### اسرائیل
یائیر لاپید، وزیر خارجه اسرائیل این حرکت را مغایر با امنیت ملی اسرائیل دانست.
به نقل از روزنامه اسرائیلی جروزالم پست واردات موفق سوخت توسط حزب‌الله از ایران «تغییر عمده قواعد بازی» به نفع حزب‌الله است.